# Sønder Ådal
Sønder Ådal este o arie protejată (arie de protecție specială avifaunistică — SPA) din Danemarca întinsă pe o suprafață de 2.659 ha, integral pe uscat.

## Localizare
Centrul sitului Sønder Ådal este situat la coordonatele 54°53′50″N 9°05′01″E / 54.897222°N 9.083611°E.

## Înființare
Situl Sønder Ådal a fost declarat arie de protecție specială avifaunistică în mai 1983 pentru a proteja 7 specii de animale.

## Biodiversitate
Situată în ecoregiunea atlantică, aria protejată nu include niciun habitat protejat.
La baza desemnării sitului se află mai multe specii protejate de  păsări (7): ciuf de câmp (Asio flammeus), buhai de baltă (Botaurus stellaris), chirighiță neagră (Chlidonias niger), erete de stuf (Circus aeruginosus), erete cenușiu (Circus pygargus), cristeiul de câmp (Crex crex), sfrâncioc roșiatic (Lanius collurio).